# Anweisungsliste
Die Anweisungsliste, meist kurz  AWL oder IL (Instruction List) genannt, ist eine der in IEC 61131-3 standardisierten Methoden zur Programmierung von Speicherprogrammierbaren Steuerungen (SPS).
Viele SPS-Hersteller bezeichnen die von ihnen verwendete Sprache auch dann als AWL, wenn sie sich nicht exakt an die IEC 61131-3 hält, so dass sich bestehende AWL-Programme kaum auf Steuerungen anderer Hersteller übertragen lassen.
AWL ist in der aktuellen IEC 61131-3 von 2014-06 als ‚deprecated‘ (veraltet) gekennzeichnet. In vielen Programmierumgebungen ist sie noch enthalten, muss aber meist erst manuell aktiviert werden.
AWL dient hauptsächlich zur logischen Verknüpfung von Steuerungseingängen und -ausgängen. Typischerweise wird ein (digitaler) Eingang in das Arbeitsregister (auch Akkumulator genannt) geladen (load digital input 0, „LD %IX0.0“), mit anderen Eingängen, Konstanten oder Speicherwerten verknüpft (exklusiv-oder speicher bit 3, „XOR %MX0.3“) und auf einen Ausgang geschrieben (store digital output 1, „ST %QX0.1“).
Die Hauptmerkmale von AWL sind, dass Operatoren nur einen Operanden besitzen und die Syntax der Sprache an die Assemblersprache angelehnt ist. Somit bietet sie nur sehr umständliche Strukturierungsmöglichkeiten durch Sprungbefehle. Vorteile ergeben sich aber, wenn aufgrund einer Speicherknappheit der eingesetzten CPU der Programmcode kleingehalten werden soll. Auf älteren Steuerungen sind AWL-Programme noch relativ häufig anzutreffen. AWL-Programme sind aber im Vergleich zu Programmen in höheren Sprachen insbesondere bei größeren Projekten sehr unübersichtlich und schlecht wartbar. Heute werden daher für die Programmierung von Steuerungen normalerweise die höheren Sprachen der IEC 61131-3, insbesondere Strukturierter Text (ST) oder Ablaufsprache, Continuous Function Chart oder vielfach auch C eingesetzt.

## AWL-Beispielprogramme
Beispiel 1: Und-Verknüpfung zweier binärer Eingänge auf einen Ausgang
```
LD  INPUT1
AND INPUT2
ST  OUTPUT
```

Beispiel 2: Addition zweier Integer-Werte
```
LD  WERT1
ADD WERT2
ST  OUTPUT
```

Beispiel 3: RS-Flipflop (rücksetzdominant)
```
LD  S-INPUT
S   AUSGANG
LD  R-INPUT
R   AUSGANG
```

Beispiel 4: Flankenerkennung. Eine positive Flanke am Input erscheint als Impuls am Output
```
LD   Input
ANDN Flk_Merker
ST   Output
LD   Input
ST   Flk_Merker
```